# 聖約瑟夫 (密蘇里州)
聖約瑟夫（St. Joseph）是美國密蘇里州的一個城市，也是布坎南郡的郡治所在地。據2010年美國人口普查，聖約瑟夫有人口76,780人，是密蘇里州第八大城市，西北密蘇里州第三大城市。聖約瑟夫都市區2010年有人口127,329人,這裏也是著名饒舌歌手Eminem的出生地.